# Порушуючи заборони
«Порушуючи заборони» (італ. Tra(sgre)dire) — еротичний італійський фільм 2000 року. Режисер — Тінто Брасс. Прем'єра відбулась в Італії 28 січня 2000 року.

## Сюжет
Чуттєва венеційка Карла Борін (Юлія Маярчук) працює стажером в лондонському готелі. Вона шукає квартиру, щоб її друг Маттео (Ярно Берарді) зміг приїхати до неї. Карла звертається в агентство нерухомості, де знайомиться з ефектною жінкою Мойрою (Франческа Нунці). Бісексуальна красуня Мойра з першого погляду закохується в чарівну Карлу. Пізніше, виконуючи свої обов'язки як агент, Мойра знаходить їй квартиру з виглядом на Темзу. Коли запальний і ревнивий Маттео знаходить фотографію оголеної Карли і листи від її колишнього коханця француза Бернарда (Мауро Лоренц), вони сваряться по телефону. Зла на Маттео, Карла зраджує йому з Мойрою, а потім і з чоловіком Мойри. Маттео, зневірившись, їде до Лондона.

## У ролях
- Юлія Маярчук — Карла
- Ярно Берарді — Маттео
- Франческа Нунці — Мойра
- Макс Пароді — Маріо
- Мауро Лоренц — Бернард
- Вітторіо Аттене — Люка
- Лейла Сарлі — Ніна
- Антоніо Салінес — Падре
- Тінто Брасс — працівник фотоательє

## Технічні дані
- Режисер: Тінто Брасс
- Сценарист: Карла Кіпріані
- Музика: Піно Донаджо
- Оператор Массімо де Вінанцо.
- Художник: Карло де Маріно